# Durango (escudería)

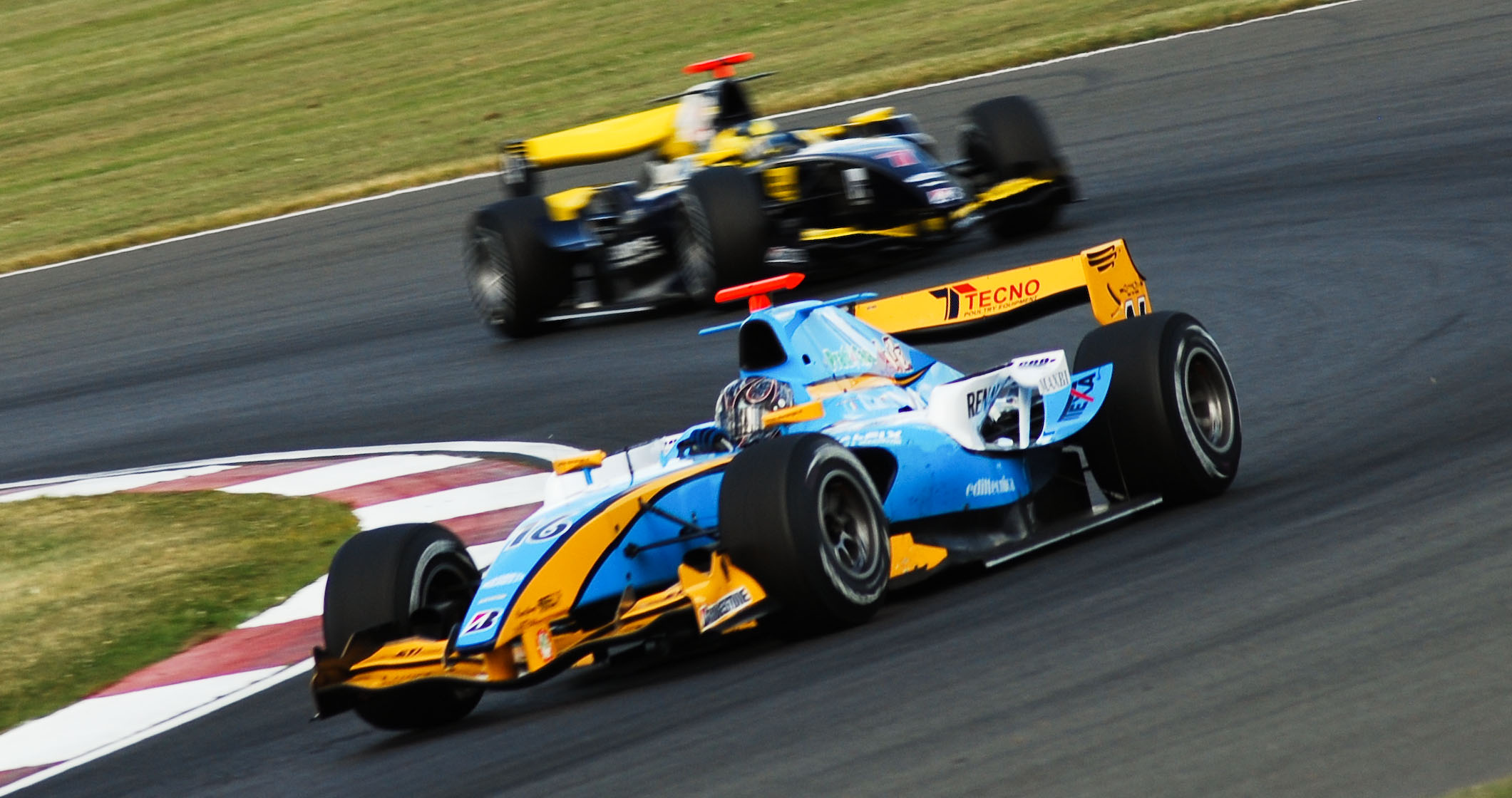
Davide Valsecchi corriendo en Silverstone. (2008)

Durango Automotive SRL es una escudería de automovilismo fundada en 1980 por Ivone Pinton y Enrico Magro con sede en Italia. La escudería fue relacionada con Jacques Villeneuve y los dos planearon volver a la Fórmula 1 para la Temporada 2011 de Fórmula 1.

## Historia
Durango compitió entre 1987 y 1990 en el campeonato italiano de Fórmula 3000, luego en junio de 1991 comienza su competición en las 24 Horas de Le Mans. Desde 1994 participa en Renault Fórmula 2 y luego a partir de 1999 retorna a la Fórmula 3000 hasta 2003.
El equipo participa desde la fundación de la categoría GP2 en 2005 con los pilotos Clivio Piccione y Gianmaria Bruni este último sería reemplazado por Ferdinando Monfardini, en esta primera temporada la escudería terminó en el penúltiumo lugar (11.º). En la temporada 2006 Lucas di Grassi y Sergio Hernández dejan el equipo en el último lugar de constructores (13.º). Para la temporada 2007 contaron con los pilotos Borja García y Karun Chandhok.
Debido a problemas financieros, la escudería se vio forzada a no participar en la Temporada 2009/10 de GP2 Asia Series a pesar de haber firmado como equipo participante, tampoco disputaron las últimas citas de la Temporada 2009 de GP2 Series.

### Fórmula 1
Dicha escuderia Durango iba a competir en la temporada 1996 con el modelo P01 Hart neumáticos Goodyear con las numeraciones 28 y 29 respectivamente 14 años aunque estuvieron preinscritos para dicho año. Más tarde anunciarian que el 8 de abril del 2010 su intención de ser el 13.º constructor participante en la temporada 2011. Durango también anunció que el piloto Jacques Villeneuve se uniría a la escudería y pasaría a denominarse Villeneuve Racing. Finalmente la escudería no entraría a la Fórmula 1 y mantendría su nombre original

### Auto GP
Una vez fallido el intento de entrar en la F1, Durango se entra en campeonatos italianos de Fórmula y en la Auto GP, donde consigue como patrocinador a la marca de bebidas Griffitz. En el 2011 terminan séptimos en el campeonato con dos victorias esa temporada.

## Resultados

### GP2 Series
(Clave) (negrita indica pole position) (cursiva indica vuelta rápida puntuable)

| Año  | Chasis                                 | Neu. | N.º | Pilotos               | 1   | 1   | 2   | 2   | 3   | 3   | 4   | 4   | 5   | 5   | 6   | 6   | 7   | 7   | 8   | 8   | 9   | 9   | 10  | 10  | 11  | 11  | 12  | 12  | Puntos | Pos. | Ref.  |
| ---- | -------------------------------------- | ---- | --- | --------------------- | --- | --- | --- | --- | --- | --- | --- | --- | --- | --- | --- | --- | --- | --- | --- | --- | --- | --- | --- | --- | --- | --- | --- | --- | ------ | ---- | ----- |
| 2005 | Dallara GP2/05 Mecachrome V8108 GP2 V8 | B    |     |                       | IMO | IMO | BAR | BAR | MON | MON | NÜR | NÜR | MAG | MAG | SIL | SIL | HOC | HOC | BUD | BUD | EST | EST | MNZ | MNZ | SPA | SPA | SAK | SAK | 21     | 11.º | [ 4 ] |
| 2005 | Dallara GP2/05 Mecachrome V8108 GP2 V8 | B    | 24  | Clivio Piccione       | 15  | Ret | Ret | 8   | Ret | Ret | 7   | 1   | 8   | DSQ | 6   | Ret | Ret | 17  | Ret | 16  | Ret | 11  | 11  | 14  | 12  | 19  | 13  | 7   | 21     | 11.º | [ 4 ] |
| 2005 | Dallara GP2/05 Mecachrome V8108 GP2 V8 | B    | 25  | Ferdinando Monfardini | Ret | DNS | Ret | 11  | DNS | DNS | Ret | 6   | 12  | 17† | 14  | 10  | Ret | 15  | Ret | 11  | Ret | Ret | 8   | 4   |     |     |     |     | 21     | 11.º | [ 4 ] |
| 2005 | Dallara GP2/05 Mecachrome V8108 GP2 V8 | B    | 25  | Gianmaria Bruni       |     |     |     |     |     |     |     |     |     |     |     |     |     |     |     |     |     |     |     |     | Ret | 16  | Ret | 14  | 21     | 11.º | [ 4 ] |
| 2006 | Dallara GP2/05 Mecachrome V8108 GP2 V8 | B    |     |                       | VAL | VAL | IMO | IMO | NÜR | NÜR | BAR | BAR | MON | MON | SIL | SIL | MAG | MAG | HOC | HOC | BUD | BUD | EST | EST | MNZ | MNZ |     |     | 9      | 13.º | [ 5 ] |
| 2006 | Dallara GP2/05 Mecachrome V8108 GP2 V8 | B    | 22  | Lucas Di Grassi       | 17  | 16† | Ret | Ret | 18  | 13  | 12  | 9   | 11  | 11  | Ret | EX  | 7   | 6   | Ret | Ret | 13  | Ret | 5   | 9   | 10  | 14  |     |     | 9      | 13.º | [ 5 ] |
| 2006 | Dallara GP2/05 Mecachrome V8108 GP2 V8 | B    | 23  | Sergio Hernández      | Ret | Ret | Ret | 13  | 12  | Ret | Ret | 13  | 8   | 8   | 10  | EX  | 14  | 11  | 10  | NC  | Ret | Ret | 11  | 10  | 13  | Ret |     |     | 9      | 13.º | [ 5 ] |
| 2007 | Dallara GP2/05 Mecachrome V8108 GP2 V8 | B    |     |                       | SAK | SAK | BAR | BAR | MON | MON | MAG | MAG | SIL | SIL | NÜR | NÜR | BUD | BUD | EST | EST | MNZ | MNZ | SPA | SPA | VAL | VAL |     |     | 44     | 8.º  | [ 6 ] |
| 2007 | Dallara GP2/05 Mecachrome V8108 GP2 V8 | B    | 26  | Borja García          | 8   | 4   | 5   | 14  | 16† | 16† | 12  | 20† | 20† | 17  | 19  | 12  | 5   | 5   | 5   | 4   | Ret | 19  | 16  | 17  | 5   | 4   |     |     | 44     | 8.º  | [ 6 ] |
| 2007 | Dallara GP2/05 Mecachrome V8108 GP2 V8 | B    | 27  | Karun Chandhok        | 9   | Ret | Ret | 15  | Ret | Ret | Ret | 16  | 12  | 13  | Ret | 16  | 14  | 15† | 8   | Ret | 5   | 6   | 7   | 1   | 17  | Ret |     |     | 44     | 8.º  | [ 6 ] |
| 2008 | Dallara GP2/08 Mecachrome V8108 GP2 V8 | B    |     |                       | BAR | BAR | EST | EST | MON | MON | MAG | MAG | SIL | SIL | HOC | HOC | BUD | BUD | VAL | VAL | SPA | SPA | MNZ | MNZ |     |     |     |     | 11     | 11.º | [ 7 ] |
| 2008 | Dallara GP2/08 Mecachrome V8108 GP2 V8 | B    | 16  | Davide Valsecchi      | 10  | 5   | DNS | DNS |     |     |     |     | 19  | 6   | Ret | 13  | Ret | 13  | NC  | 7   | Ret | 6   | 8   | 1   |     |     |     |     | 11     | 11.º | [ 7 ] |
| 2008 | Dallara GP2/08 Mecachrome V8108 GP2 V8 | B    | 16  | Marcello Puglisi      |     |     |     |     | 17  | 19  |     |     |     |     |     |     |     |     |     |     |     |     |     |     |     |     |     |     | 11     | 11.º | [ 7 ] |
| 2008 | Dallara GP2/08 Mecachrome V8108 GP2 V8 | B    | 16  | Ben Hanley            |     |     |     |     |     |     | Ret | Ret |     |     |     |     |     |     |     |     |     |     |     |     |     |     |     |     | 11     | 11.º | [ 7 ] |
| 2008 | Dallara GP2/08 Mecachrome V8108 GP2 V8 | B    | 17  | Alberto Valerio       | 13  | Ret | 18  | 7   | Ret | Ret | 18  | 17  | 21  | 9   | 9   | 14  | DNS | 17  | Ret | 12  | Ret | Ret | 12  | 15  |     |     |     |     | 11     | 11.º | [ 7 ] |
| 2009 | Dallara GP2/08 Mecachrome V8108 GP2 V8 | B    |     |                       | BAR | BAR | MON | MON | EST | EST | SIL | SIL | NÜR | NÜR | BUD | BUD | VAL | VAL | SPA | SPA | MNZ | MNZ | ALG | ALG |     |     |     |     | 10     | 11.º | [ 8 ] |
| 2009 | Dallara GP2/08 Mecachrome V8108 GP2 V8 | B    | 22  | Davide Valsecchi      | Ret | 16  | 15† | 18  | 3   | Ret | 10  | 14  | 13  | 10  | 5   | 9   |     |     |     |     |     |     |     |     |     |     |     |     | 10     | 11.º | [ 8 ] |
| 2009 | Dallara GP2/08 Mecachrome V8108 GP2 V8 | B    | 22  | Stefano Coletti       |     |     |     |     |     |     |     |     |     |     |     |     | Ret | Ret | 12† | DNS |     |     |     |     |     |     |     |     | 10     | 11.º | [ 8 ] |
| 2009 | Dallara GP2/08 Mecachrome V8108 GP2 V8 | B    | 23  | Nelson Panciatici     | 12  | 18  | Ret | 15  | Ret | Ret | 18  | Ret | 19† | 13  | 14  | 20  | Ret | 15  | 11  | 13  |     |     |     |     |     |     |     |     | 10     | 11.º | [ 8 ] |

### GP2 Asia Series
(Clave) (negrita indica pole position) (cursiva indica vuelta rápida puntuable)
| Año     | Chasis                                 | Neu. | N.º | Pilotos              | 1    | 1    | 2   | 2   | 3    | 3    | 4   | 4   | 5    | 5    | 6    | 6    | Puntos | Pos. | Ref.   |
| ------- | -------------------------------------- | ---- | --- | -------------------- | ---- | ---- | --- | --- | ---- | ---- | --- | --- | ---- | ---- | ---- | ---- | ------ | ---- | ------ |
| 2008    | Dallara GP2/08 Mecachrome V8108 GP2 V8 | B    |     |                      | YMC1 | YMC1 | SEN | SEN | KUA  | KUA  | SAK | SAK | YMC2 | YMC2 |      |      | 19     | 8.º  | [ 9 ]  |
| 2008    | Dallara GP2/08 Mecachrome V8108 GP2 V8 | B    | 14  | Davide Valsecchi     | 17   | 6    | Ret | 19  | 4    | 4    | 6   | 6   | 14   | 4    |      |      | 19     | 8.º  | [ 9 ]  |
| 2008    | Dallara GP2/08 Mecachrome V8108 GP2 V8 | B    | 15  | Alberto Valerio      | 9    | 5    | Ret | Ret | Ret  | 17   | Ret | 17  | 13   | 15   |      |      | 19     | 8.º  | [ 9 ]  |
| 2008-09 | Dallara GP2/08 Mecachrome V8108 GP2 V8 | B    |     |                      | SHA  | SHA  | DUB | DUB | SAK1 | SAK1 | LOS | LOS | KUA  | KUA  | SAK2 | SAK2 | 34     | 5.º  | [ 10 ] |
| 2008-09 | Dallara GP2/08 Mecachrome V8108 GP2 V8 | B    | 16  | Davide Valsecchi     | 8    | 1    | 2   | C   | 5    | 2    | 6   | 5   | 8    | 3    | 16   | Ret  | 34     | 5.º  | [ 10 ] |
| 2008-09 | Dallara GP2/08 Mecachrome V8108 GP2 V8 | B    | 17  | Carlos Iaconelli     | 11   | Ret  |     |     |      |      |     |     |      |      |      |      | 34     | 5.º  | [ 10 ] |
| 2008-09 | Dallara GP2/08 Mecachrome V8108 GP2 V8 | B    | 17  | Michael Dalle Stelle |      |      | 17  | C   | 19   | 20   | 20  | 22  | 18   | 20   | Ret  | 19   | 34     | 5.º  | [ 10 ] |